# Droga krajowa nr 161 (Kostaryka)
Droga krajowa nr 161 (hiszp. Ruta Nacional Secundaria 161/Ruta 161) – jedna z dróg krajowych w Kostaryce. Znajduje się ona w prowincji Guanacaste.

## Opis
W prowincji Guanacaste droga krajowa nr 161 przebiega przez kanton Nandayure (przez dystrykty Carmona i Santa Rita).